# Родиго
Ро̀диго (на италиански: Rodigo, на местен диалект: Ròdech, Родек) е градче и община в Северна Италия, провинция Мантуа, регион Ломбардия. Разположено е на 31 m надморска височина. Населението на общината е 5425 души (към 2014 г.).